# Château de Sween
Le château de Sween est situé sur la côte est de Loch Sween, en Knapdale, sur la côte ouest d'Argyll, en Écosse. Le château de Sween est considéré comme un des premiers châteaux en pierre bâtis en Écosse, à la fin du XIIe siècle. Les tours du château sont des éléments additionnels à la structure de bois qui a aujourd'hui disparu.

## Histoire
Le château de Sween doit son nom à Suibhne, (anglicisé en Sween), qui semble être le fondateur de ce château. Suibhne semble être un petit-fils de Hugues le splendide O'Neill qui meurt en 1047.
Au XIIIe siècle, le Clan MacSween, descendants de Suibhne, gouverne les terres qui s'étendent au nord jusqu'au Loch Awe et au sud jusqu'au château de Skipness sur le Loch Fyne. Dans la seconde moitié du XIIIe siècle, les terres des MacSween en Knapdale passent aux mains du comte de Menteith. 
Au moment de la guerre d'indépendance écossaise, les MacSween sont dans le camp des vaincus, et lorsque Robert the Bruce devient roi d'Écosse il leur retire leurs terres. Après que Robert the Bruce a vaincu MacDougall Lord of Lorne en 1308, il assiège Alasdair Og MacDonald au château de Sween. Alastair se rend et est déshérité par Robert Bruce qui offre Islay au frère cadet d'Alasdait, Angus Og, ^partisan loyal du roi qui reçoit également le château de Castle de Sween.
En 1310, Édouard II d'Angleterre redonne à John MacSween et ses frères leurs territoires de Knapdale, (bien que le château de Sween soit tenu par Sir John Menteith). Il s'agit peut-être du rendez-vous d'une flotte contre le château de Sween, évoqué dans le Book of the Dean of Lismore, qui raconte l'attaque du château par John Mac Sween.
En 1323, après la mort de Sir John Menteith, les seigneuries d'Arran et Knapdale passe à son fils et son petit-fils. En 1376 la moitié de Knapdale, dont le château de Sween, passe aux mains des MacDonald, seigneurs des Îles, sur décision de Robert II d'Écosse, beau-père de Jean Ier MacDonald.
Durant le siècle et demi au cours duquel les MacDonald possèdent le château, il est tout d'abord habité par les MacNeils puis par les MacMillans.
En 1490, le château de Sween est donné à Colin Campbell, par Jacques IV d'Écosse.
Dans les années 1640, au cours des guerres des Trois Royaumes, le château de Sween est attaqué et brûlé par Alasdair MacColla et les confédérés irlandais.
En 1933, le château est pris en charge par l'Historic Building and Monuments Directorate (HBMD). Actuellement il est sous la protection d'Historic Scotland.